# Żyć i umrzeć w Los Angeles
Żyć i umrzeć w Los Angeles (ang. To Live and Die in L.A.) – dramat sensacyjny produkcji amerykańskiej z 1985 roku w reż. Williama Friedkina, na podstawie powieści Geralda Petievicha (który również wystąpił w filmie) z 1984 roku pod tym samym tytułem.

## Fabuła
Richard Chance jest funkcjonariuszem United States Secret Service. Wraz ze swym wieloletnim partnerem i prywatnie przyjacielem Jimmym Hartem zajmuje się ściganiem przestępstw związanych z fałszerstwami pieniędzy. Od lat tropią zwłaszcza jednego fałszerza – sprytnego i nieuchwytnego Ricka Mastersa (również interesującego malarza). Kiedy z jego rąk ginie Hart, dla Chance'a schwytanie Mastersa nabiera osobistego wymiaru. Cyniczny i bezwzględny, nie cofa się przed niczym, nawet przed napadem i rabunkiem, w wyniku którego ginie agent FBI. Kiedy w końcu, wraz z nowym partnerem Vukovichem udaje mu się dopaść Mastersa na gorącym uczynku, ginie zabity przez jego ochroniarza. Sam Masters nie uchodzi jednak sprawiedliwości, zabity przez Vukovicha.

## Główne role
- William Petersen – Richard Chance
- Willem Dafoe – Rick Masters
- John Pankow – John Vukovich
- Debra Feuer – Bianca Torres
- John Turturro – Carl Cody
- Darlanne Fluegel – Ruth Lanier
- Dean Stockwell – Bob Grimes
- Steve James – Jeff Rice
- Robert Downey Sr. – Thomas Bateman
- Michael Greene – Jimmy Hart
- Christopher Allport – Max Waxman